# Auvers
Auvers é uma comuna francesa na região administrativa de Auvérnia-Ródano-Alpes, no departamento de Alto Loire. Estende-se por uma área de 21,5 km². Em 2010 a comuna tinha 51 habitantes (densidade: 2,4 hab./km²).